# Glenn Miller
Alton Glenn Miller (1. března 1904, Clarinda, Iowa – zřejmě 15. prosince 1944) byl americký jazzový hudebník, kapelník a trombonista, pozdější významný kapelník big bandu swingové éry. Mezi lety 1939 a 1942 byly jeho desky jedněmi z nejlépe prodávaných. Mezi Millerovy nejznámější nahrávky patří jazzové standardy In the Mood, Tuxedo Junction, Chattanooga Choo Choo, Měsíční serenáda, Little Brown Jug, American Patrol, Elmer's Tune, A String Of Pearls a Pennsylvania 6–5000. Jeho letoun zmizel beze stop během 2. světové války za špatného počasí při letu do Francie, kam jel bavit americké vojáky. Jeho tělo nebylo nikdy nalezeno.

## Životopis

### Začátky
Narodil se v Clarindě v Iowě 1. března 1904 jako syn Mattie Lou a Lewise Elmera Millera. Na základní školu chodil v North Platte v Nebrasce. V roce 1915 se jeho rodina přestěhovala do Grant City v Missouri. Někdy v té době dostal svůj první pozoun a hrál pak v městském orchestru. V roce 1918 se rodina stěhovala znovu, tentokrát do Fort Morganu v Coloradu, kde navštěvoval střední školu. Během posledního ročníku se velmi zajímal o nový hudební styl, kterému se říkalo „dance band music“. Tato hudba se mu líbila natolik, že se spolu s několika svými spolužáky rozhodl založit vlastní kapelu. V té době v roce 1921 odmaturoval a rozhodl se, že se bude živit jako hudebník.
V roce 1923 začal studovat na University of Colorado at Boulder, kde se připojil k fraternitě Sigma Nu, ale většinu svého času trávil mimo školu, chozením po konkurzech a hraním koncertů, které se mu podařilo sehnat, z nich za zmínku stojí především skupina Boyda Sentera v Denveru. Tři z pěti zkoušek v semestru však neudělal, školu musel opustit a rozhodl se soustředit na svou kariéru profesionálního muzikanta. Později studoval komponistickou Schillingerovu techniku u Josepha Schillingera, který prý pomohl Millerovi stvořit tzv. „Millerův zvuk“, a pod jehož silným vlivem sám složil to, co se mělo stát jeho poznávací znělkou, Měsíční serenáda.
V roce 1926 odjel na turné s několika skupinami a dostal dobré místo u skupiny Bena Pollacka v Los Angeles. Během práce u Pollacka měl možnost napsat několik svých vlastních hudebních aranžmá. V roce 1928, kdy band přijel do New Yorku, nechal poslat pro svou univerzitní lásku, Helen Burgerovou, kterou si následně vzal. V roce 1930 byl členem orchestru Reda Nicholse a díky němu hrál v orchestřišti dvou představení na Broadwayi, Strike Up the Band a Girl Crazy. Mezi jeho spoluhráče patřili Benny Goodman a Gene Krupa. „Tam se shodli na tom, že Miller není víc než průměrným hráčem na pozoun.“ Navzdory tomu se mu ve 20. letech a na začátku 30. podařilo vydělávat si jako pozounista na volné noze v několika kapelách. V listopadu 1929 jej najmul zpěvák Red McKenzie pro své dvě desky, které jsou nyní považovány za jazzovou klasiku: „Hello, Lola“ a „If I Could Be With You One Hour Tonight“. „Nejenže byly [dvě písně, které nahrál Miller] považovány za velká hudební díla, ale také se staly jedním z průlomů v tom, že běloši hrají dohromady s černochy.“ Krom Glenna tam byli klarinetista Pee Wee Russell, kytarista Eddie Condon, bubeník Gene Krupa a Coleman Hawkins na tenor saxofon.
V polovině 30. let také pracoval jako pozounista a aranžér u The Dorsey Brothers, osudem pronásledovaného orchestru. V roce 1935 dal dohromady americký orchestr pro britského šéfa bandu Raye Noblea, sestavil aranžmá pro hlavní klarinet se čtyřmi saxofony, které se nakonec stalo klíčovou hudební melodií jeho vlastního big bandu. Mezi členy jeho Noble bandu byli budoucí vedoucí bandu Claude Thornhill, Bud Freeman anebo Charlie Spivak.
Sestavil několik hudebních aranžmá, než založil svůj první vlastní band v roce 1937. Tomu se ale nepodařilo výrazně se odlišit od jiných podobných kapel své éry a nakonec se rozpadl. Benny Goodman v roce 1976 řekl: „Na konci roku 1937, než se jeho band stal populárním, jsme oba hráli v Dallasu. Glenn byl hodně deprimovaný a přišel mne navštívit. Ptal se mě: ‚Co mám dělat? Jak to zvládáš ty?‘ Já mu řekl: ‚Ani nevím, Glenne. Prostě u toho musíš zůstat.“

### Úspěšná léta 1938–1942
Znechuceně se vrátil do New Yorku. Uvědomoval si, že potřeboval vymyslet zcela jedinečný zvuk a rozhodl se, že klarinet bude hrát melodickou linku spolu s tenorsaxofonem na stejnou notu a ladit v jedné oktávě se třemi dalšími saxofony. George Simon pro něj objevil saxofonistu, Wilbura Schwartze, kterého najal, ale namísto saxofonu jej nechal hrát hlavní klarinet. „Willieho tón a způsob hry, plný a bohatý, se tak lišil, že nikdo z Millerových pozdějších napodobitelů nedokázal přesně reprodukovat Millerův zvuk.“ Se svou novátorskou zvukovou kombinací slavil jeho band úspěchy. Nebyl prvním, kdo podobný styl zkoušel, ale dovedl ho k největší dokonalosti a učinil z něj základ celého svého repertoáru.
V září 1938 Orchestr Glenna Millera začal nahrávat u pobočky RCA Victor Bluebird Records. Na jaře 1939 měl štěstí se štací u Meadowbrook Ballroom v Cedar Grove v New Jersey a ještě více v kasinu Glen Island v New Rochelle v New Yorku. Představeními v Glen Islandu začala hvězda bandu stoupat a orchestr se postupně stal velmi oblíbeným. V roce 1939 časopis Time poznamenal: „Glenn Miller připisuje svůj vzestup jukeboxům… Z 12 až 24 desek v každém z dnešních 300 tisíc jukeboxů v USA jsou obvykle dvě až šest od Glenna Millera.“ Byly to rekordně populární nahrávky jako „Tuxedo Junction“, která se prodala během prvního týdne v 115 000 kopiích. Úspěch roku 1939 vyvrcholil koncertem Millerova bandu v Carnegie Hall 6. října, kam publikum přitáhli i Paul Whiteman, Benny Goodman, a Fred Waring.
V letech 1939 až 1942 Orchestr Glenna Millera třikrát týdně účinkoval v reklamě na cigarety Chesterfield. 10. února 1942, RCA Victor Millerovi věnoval první zlatou desku za „Chattanooga Choo-Choo“, kterou hrál Millerův orchestr se svými zpěváky Gordonem „Texem“ Benekem, Paulou Kelly a vokální skupinou The Modernaires. Mezi další zpěváky orchestru patřili Marion Hutton, Skip Nelson, Ray Eberle a méně také Kay Starr, Ernie Caceres, Dorothy Claire a Jack Lathrop.
V roce 2004 basista Orchestru Glenna Millera Herman „Trigger“ Alpert vysvětloval, proč byl band úspěšný: „Miller měl nejmuzikálnější puls Ameriky. Věděl, co posluchačům udělá radost.“ Ačkoli byl masově populární, mnoho jazzových kritiků té doby mělo zlé tušení a věřili, že nekonečné zkoušky orchestru a na notu přesné hraní zmenšovalo radost a dobrý pocit z koncertování. Také se domnívali, že Millerův typ swingu odsunul populární hudbu stranou od známých jazz bandů Bennyho Goodmana a Counta Basieho směrem ke komerčním novým instrumentálkám a vokálním číslům. Millera často kritizovali kvůli přílišné komerčnosti. Jeho reakcí na kritiku bylo: „Nechci jazz band.“ Mnoho moderních jazzových kritiků dosud k němu chová podobnou antipatii. V článku, který napsal pro časopis The New Yorker Gary Giddins v roce 2004, vyjádřil Giddins domněnku, že tito raní kritici chybovali, když hudbu Glenna Millera očerňovali, a že populární názor té doby by se měl brát s větším odstupem. V článku se píše: „Miller vyvolával na pódiu i mimo pódium málo nadšení, ale jakmile band začal hrát svou znělku, diváci byli vyřízení: mačkali si hrdla, jejich oči roztály. Může se snad nějaká jiná nahrávka rovnat Měsíční serenádě ve schopnosti navození Pavlovova reflexu v tolika lidech na tak dlouho?“
Miller a jeho band účinkovali ve dvou hollywoodských filmech, Sun Valley Serenade z roku 1941 a Orchestra Wives z roku 1942, z nichž ve druhém zmíněném hrál Jackie Gleason jako basista skupiny. Miller trval na tom, že musí mít věrohodný scénář před tím, než se půjde před kamery společnosti Twentieth Century Fox. Miller také požadoval, aby se orchestr stal nedílnou součástí příběhu a nevyskytl se pouze v nějaké bezvýznamné scéně. Už měl postavení hvězdy a vyžadoval zacházení jako s hvězdou, kterého se mu také dostávalo.

### The Army Air Force Band 1942–1944

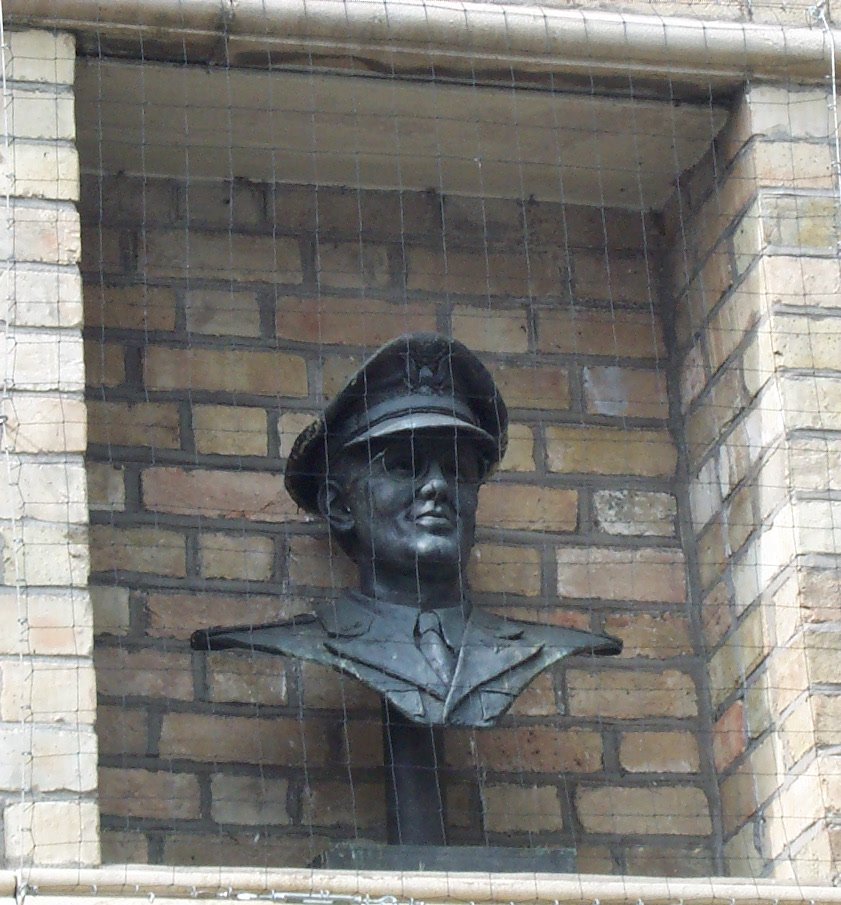
Busta v Bedfordu, kde Miller hrál během 2. světové války.

V roce 1942, na vrcholu své civilní kariéry se rozhodl, že by mohl lépe sloužit těm, kteří nosí uniformy tak, že se přihlásil do služeb americké armády. Ve věku 38 let byl příliš starý na to, aby byl povolán k vojenské službě a tak nejdříve pracoval jako dobrovolník pro Námořnictvo USA, ale řekli mu, že jeho služby nepotřebují. Poté v srpnu 1942 napsal brigádnímu generálovi Charlesu Youngovi. Přesvědčoval americké válečné letectvo, aby jej přijalo a mohl tak jeho vlastními slovy „dostat na starost modernizovaný armádní band“. Když byl do armády přijat, jeho civilní orchestr sehrál svůj poslední koncert v Passaicu v New Jersey 27. září 1942.
Zpočátku sloužil jako důstojník-asistent zvláštních služeb v Jihovýchodním výcvikovém centru letectva na letecké základně Maxwell v alabamském Montgomery. Hrál na trombón u Rhythmaires, patnáctičlenné taneční skupině jak v Mongtomery tak v armádních klubech a rekreačních sálech v Maxwellu. Objevil se také na rádiové stanici WAPI v alabamském Birminghamu a rádiu WSFA v Montgomery při propagaci činnosti civilistek pracujících jako letečtí mechanici, které byly zaměstnány v Maxwellu. V červenci 1943 dostal v New Yorku svůj pravidelný pořad v rádiu, jehož úspěchy u rekrutů vedly k povolení, aby sestavil svůj padesátičlenný Orchestr armádního letectva (Army Air Force Band, AAF) a ke společnému odletu do Anglie v létě 1944, kde absolvoval 800 představení.
Zpočátku sestavil velkou pochodovou kapelu, která měla být srdcem sítě vojenských orchestrů, ale jeho pokusy o modernizaci vojenské hudby se setkaly s odporem tradičně smýšlejících důstojníků z povolání. Jedním příkladem je jeho aranžmá „St. Louis Blues March“, které zkombinovalo blues a jazz s tradičním vojenským pochodem. Bylo nahráno 29. října 1943 ve studiu Victor studios v New Yorku. Jeho ohromující inovace a jeho adaptace Sousových pochodů pro orchestr AAF podnítily časopis Time, aby napsal, že tradicionalisty vojenské hudby naplnil hořkostí a znesvětil krále pochodů Johna Philipa Sousu. Časopis jej také kritizoval za to, že vnesl do disciplinovaných kadencí vojenské hudby ležérní radost a napsal, že armáda 'namísto chodidly hýbe svými boky.' Ještě před Millerovou smrtí se však názor na něj změnil. Generál Jimmy Doolittle řekl: „..vedle dopisů z domova byla tato organizace nejlepším budovatelem morálky na evropském bojišti.“

## Zmizení

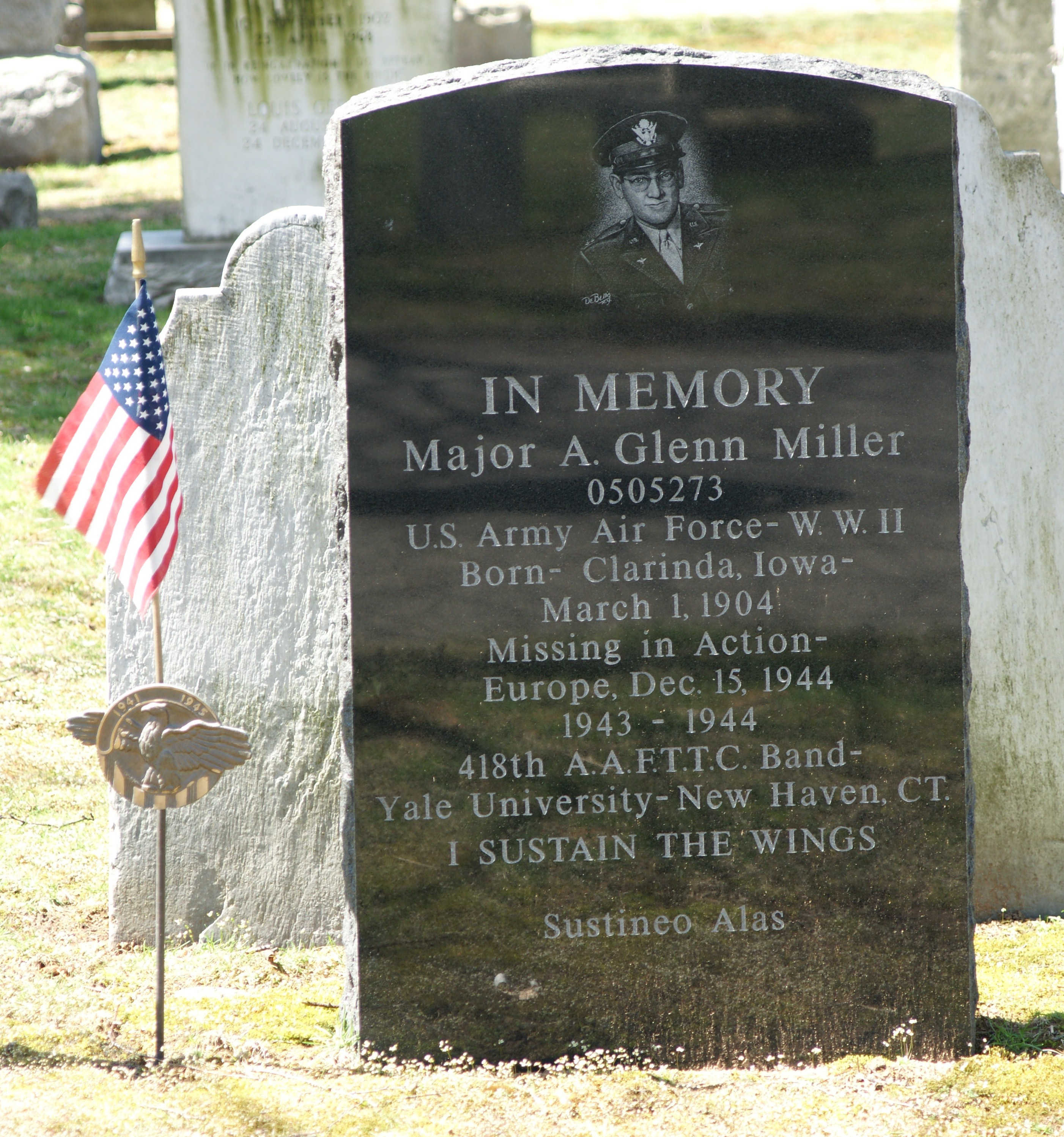
Millerův pomník na hřbitově Grove Street v New Havenu v Connecticutu.

15. prosince 1944 měl Miller, tehdy již major, letět ze Spojeného království do Paříže hrát pro vojáky, kteří ji nedlouho předtím osvobodili. Jeho letoun odlétl ze základny RAF Twinwood Farm v Claphamu v hrabství Bedfordshire a zmizel nad kanálem La Manche. Jeho tělesné ostatky ani vrak jeho letounu (jednomotorový UC-64 Norseman) nebyly nikdy nalezeny.
Od doby, kdy zmizel, se objevilo nespočet teorií o tom, co se tehdy přihodilo. Buddy DeFranco, jeden z poválečných vedoucích Orchestru Glenna Millera, životopisci Georgi T. Simonovi pověděl o mnoha z nich, které se dozvěděl, když band v 70. letech vedl. DeFranco řekl: „Kdybych měl všem těm teoriím uvěřit, bylo by nějakých dvanáct tisíc čtyři sta padesát osm lidí, kteří jej na jeho poslední let vyprovázeli!“
Jeho letoun možná nad Lamanšským kanálem náhodou bombardovala RAF po nezdařeném náletu na německý Siegen. Sto třiceti osmi bombardovacím letounům typu Lancaster docházelo palivo a před přistáním se nad předem určenou oblastí (podle stálého rozkazu) zbavovali přibližně 100 000 zápalných bomb. V palubních denících navigátora RAF Freda Shawa je zaznamenáno, že viděl malé jednomotorové letadlo, které se nekontrolovaně ve spirále zřítilo do vody. Pokud by toto skutečně byl Millerův letoun, posádky RAF nenesly vinu za to, že se letadlo s Millerem na palubě ocitlo mimo kurz v oblasti určené ke svržení jejich munice. Další zdroj však tuto verzi zpochybňuje, přestože uznává její možnost, když cituje další členy posádek RAF, kteří cestovali ve stejné misi a kteří tvrdí, že tato oblast se nacházela v Severním moři, což je pravděpodobnější lokace.
Millerovo příjmení najdeme na ‚Wall of Missing‘ (Zdi pohřešovaných) na Cambridge American Cemetery and Memorial, americkém hřbitově a památníku poblíž vesnice Madingley v anglickém hrabství Cambridgeshire. Pamětní kámen byl také položen na hřbitově Grove Street v New Havenu v americkém Connecticutu vedle kampusu Yale University.

## Odkaz civilního bandu
Jeho pozůstalost v roce 1946 povolila zřízení oficiálního „bandu duchů“ Glenna Millera. Tento band vedl Tex Beneke, předtím hlavní saxofonista a zpěvák civilního bandu. Vypadal podobně jako Army Air Force Band: měl velkou smyčcovou sekci. Oficiální veřejná premiéra se uskutečnila v broadwayském Capitol Theatre, kde hrál tři týdny od 24. ledna 1946. Henry Mancini byl v orchestru klavíristou a také jedním z aranžérů. Tento band hrál pro velká publika po celých Spojených státech včetně několika vystoupení v Hollywood Palladium v roce 1947, kde původní Millerův orchestr hrál v r. 1941. Přestože se éra big bandů blížila ke konci, koncert Tex Beneke and Glenn Miller Orchestra v Palladiu měl rekordní počet 6,750 komparzních tanečníků. Do roku 1949 ekonomika přinutila orchestr zbavit se smyčcové sekce.
Tento band nahrával u RCA Victor přesně jako původní Millerovo těleso. Beneke se snažil o to, aby rozšířil typický Millerův zvuk, ale také aby dosáhl úspěchů pod vlastním jménem. To, co začalo jako „Glenn Miller Orchestra pod vedením Texe Benekeho“, se nakonec stalo „Orchestrem Texe Benekeho“. Do roku 1950 se cesty Benekeho a Millerovy pozůstalosti rozdělily. Rozchod byl velmi rozhořčený a Beneke v současné době není Millerovou pozůstalostí uveden jako bývalý vedoucí Orchestru Glenna Millera.
Když byl Glenn Miller naživu, rozliční kapelníci, jako např. Bob Chester, jeho styl napodobovali. Do začátku 50. let znovu rozličné skupiny Millerův styl píšťal vedených klarinetem a tlumených trumpet kopírovaly, obzvláště Ralph Flanagan, Jerry Gray, a Ray Anthony. To vše spolu s úspěchem filmu The Glenn Miller Story z roku 1953, vedlo Millerovu pozůstalost k tomu, aby požádala Raye McKinleyho, aby převzal nový band. Tato skupina z roku 1956, ve které hrála mezi jinými taková esa jako klavírista Don Wilhite, je původní verzí současného ghost bandu, který dodnes jezdí turné po USA. Oficiální Orchestr Glenna Millera ve Spojených státech účinkuje v současnosti pod vedením Larryho O‚Briena. Oficiálně uznávaný Glenn Miller Orchestra pro Spojené království byl na turné a nahrával s velkými úspěchy pod vedením Raye McVaye. Oficiální Orchestr Glenna Millera pro Evropu vedl od roku 1990 Wil Salden.

## Odkaz Air Force Bandu
Kolem poloviny 40. let 20. století byl Army Force Band pod jeho vedením vyřazen ze služby a poslán zpět do USA. „Šéf Evropského divadla požádal Lina Arinsona, aby jako náhradu sestavil další band, a tak se zformoval 314.“ Podle zpěváka Tonyho Bennetta to byl přímým nástupcem orchestru letectva, který vedl Glenn Miller. Odkaz Army Air Force bandu Glenna Millera pokračoval s Airmen of Note, bandem patřícím pod letectvo Spojených států. Tento band byl vytvořen v roce 1950 z menších skupin při letecké základně Bolling ve Washingtonu D.C. a nadále hraje jazz pro leteckou komunitu i veřejnost.

## Post scriptum
V roce 1953 Anthony Mann natočil pro Universal Pictures film The Glenn Miller Story s Jamesem Stewartem a June Allyson. Tento zbeletrizovaný biografický film si získal velký úspěch a popularitu. Millerova matka o filmu řekla, že herec James Stewart ‚nebyl tak pohledný jako můj syn‘.
Vdova po Glennu Millerovi, Helen, zemřela v roce 1966. Herb Miller, Millerův bratr, vedl ve Státech a Anglii svůj vlastní band až do konce 80. let. Herbův syn John v tradici pokračuje vedením bandu, který hraje především hudbu Millerova stylu.
Ve Spojených státech a Anglii existuje několik archivů věnovaných Glennu Millerovi. Na University of Colorado v Boulderu vede její archiv Glenna Millera Alan Cass, který mezi jinými zahrnuje originál rukopisu Millerovy hlavní znělky, „Měsíční serenády“. V roce 2002 bylo na místě bývalého letiště RAF v anglickém Claphamu pro veřejnost otevřeno Muzeum Glenna Millera.
V roce 2003 Miller posmrtně obdržel cenu Grammy za celoživotní přínos.
Celá produkce sponzorovaných pořadů pro rádio, které natočil ve letech 1939 až 1942, byla natočena organizací Glenna Millera na acetátové disky (= desky vznikající během nahrávání gramofonových desek). V 50. letech a později RCA-Victor distribuoval mnoho z nich na dlouhohrajících deskách a CD. Značný počet nahrávek různých skupin vedených Glennem Millerem téměř vždy produkuje Sony/BMG Music a Universal Music Group, nástupci studií RCA-Victor, Bluebird, Columbia a Decca. Glenn Miller zůstává jedním z nejslavnějších a nejznámějších jmen éry big bandů let 1935 až 1945.

## Vybraná diskografie
- The Nearness of You
- Yester Thoughts
- Měsíční serenáda
- Wishing (Will Make It So)
- Sunrise Serenade
- Runnin‚ Wild
- Stairway to the Stars
- Moon Love
- Pennsylvania 6–5000
- I‘ve Got a Gal In Kalamazoo
- Tuxedo Junction
- String of Pearls
- Over the Rainbow
- My Isle of Golden Dreams
- In the Mood
- Indian Summer
- Gaucho Serenade
- When You Wish Upon a Star
- Say „Si Si“ (Para Vigo Me Voy)
- Stardust
- Fools Rush In
- Danny Boy
- Imagination
- Long Ago (and Far Away) with Johnny Desmond (aranžmá Norman Leyden)
- People Will Say We're In Love with Johnny Desmond (aranžmá Norman Leyden)
- Flying Home (aranžmá Steve Steck)
- Mission to Moscow (Mel Powell)

## Vybraní členové bandů
Glenn Miller povětšinou pracoval s výjimečně talentovanými muži a ženami. Mnoho z Millerových hudebníků po druhé světové válce prošlo studiovou i koncertní kariérou v Hollywoodu a New Yorku:
- Billy May, trumpetista a aranžér občanského bandu[74], se stal velmi vyhledávaným aranžérem a vedoucím studiových orchestrů, který do New Yorku odešel spolu s dalšími zpěváky poválečné éry – s Frankem Sinatrou,[75] Rosemary Clooney,[76] Anitou O‘Day[77] a Bingem Crosbym.[76]
- Kornetista Bobby Hackett hrál sóla na Millerově „A String of Pearls“ v roce 1941[78] a jeho pověst později jen kvetla.[79] Hackett pak začal spolupracovat s Jackiem Gleasonem a Dizzym Gillespiem.[80]
- Johnny Desmond,[81] také z Army Air Force Bandu, se stal v 50. letech populárním zpěvákem, a objevil se v 60. letech na Broadwayi ve filmu Funny Girl s Barbrou Streisandovou.[82]
- Kay Starr se stala jednou z nejoblíbenějších populárních zpěvaček poválečného období; kariéru odstartovala u Glenna Millera v roce 1939 nahrávkou obou stran, „Baby Me“ a „Love With a Capital You“.[83]

Někteří ze členů bandu Army Air Force udělali kariéru ve vážné hudbě, dva z nich jsou:
- Norman Leyden, aranžér Army Air Force Bandu[84], se později stal význačným aranžérem v New Yorku, který mj. komponoval aranžmá pro Sarah Vaughan.[85] Jeho dlouhá kariéra vyvrcholila vysoce hodnocenou prací pro Oregon Symphony, už jako nositel vyznamenání zástupce dirigenta.[86][87]
- Mel Powell (1923–1998), byl klavíristou a jedním z aranžérů v Army Air Force Bandu Glenna Millera. Jedním z jeho aranžmá je i „Pearls on Velvet“. Gary Giddins glosuje „překvapující provedení 'Mission to Moscow' [Millerova] Army Air Force Bandu“.[88] „Mission to Moscow“ aranžoval Mel Powell, bývalý klavírista orchestru Bennyho Goodmana, než narukoval do armády a následně se připojil k Millerovu orchestru. „V roce 1949 se rozhodl pro radikální změnu směru, opustil jazz a zapsal se jako žák skladatele a učitele Paula Hindemithe na Yale University.“[89] V roce 1969 začal Powell učit na Kalifornském institutu umění v Los Angeles.[90]